# Krásné

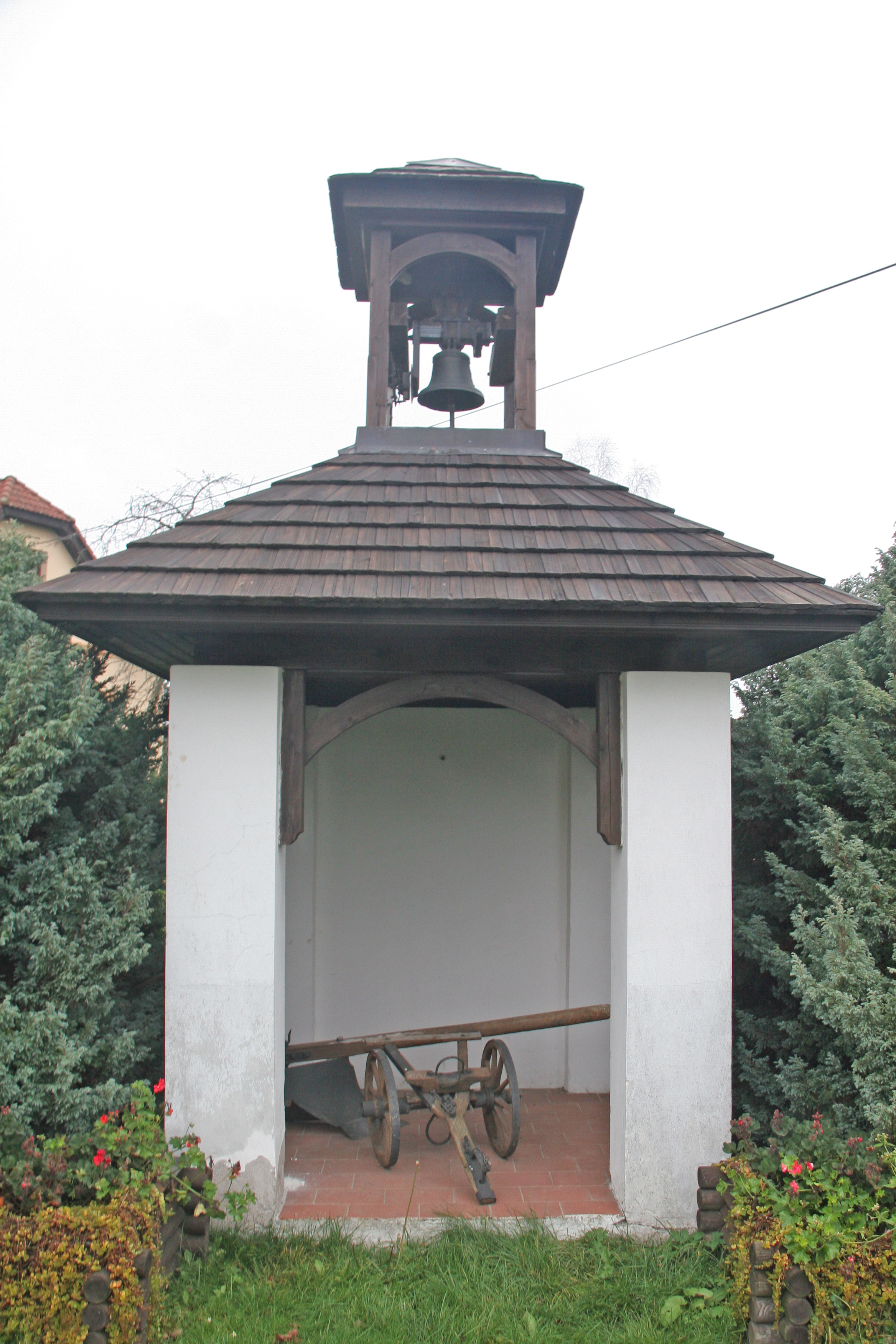
Glockenturm in Krásné

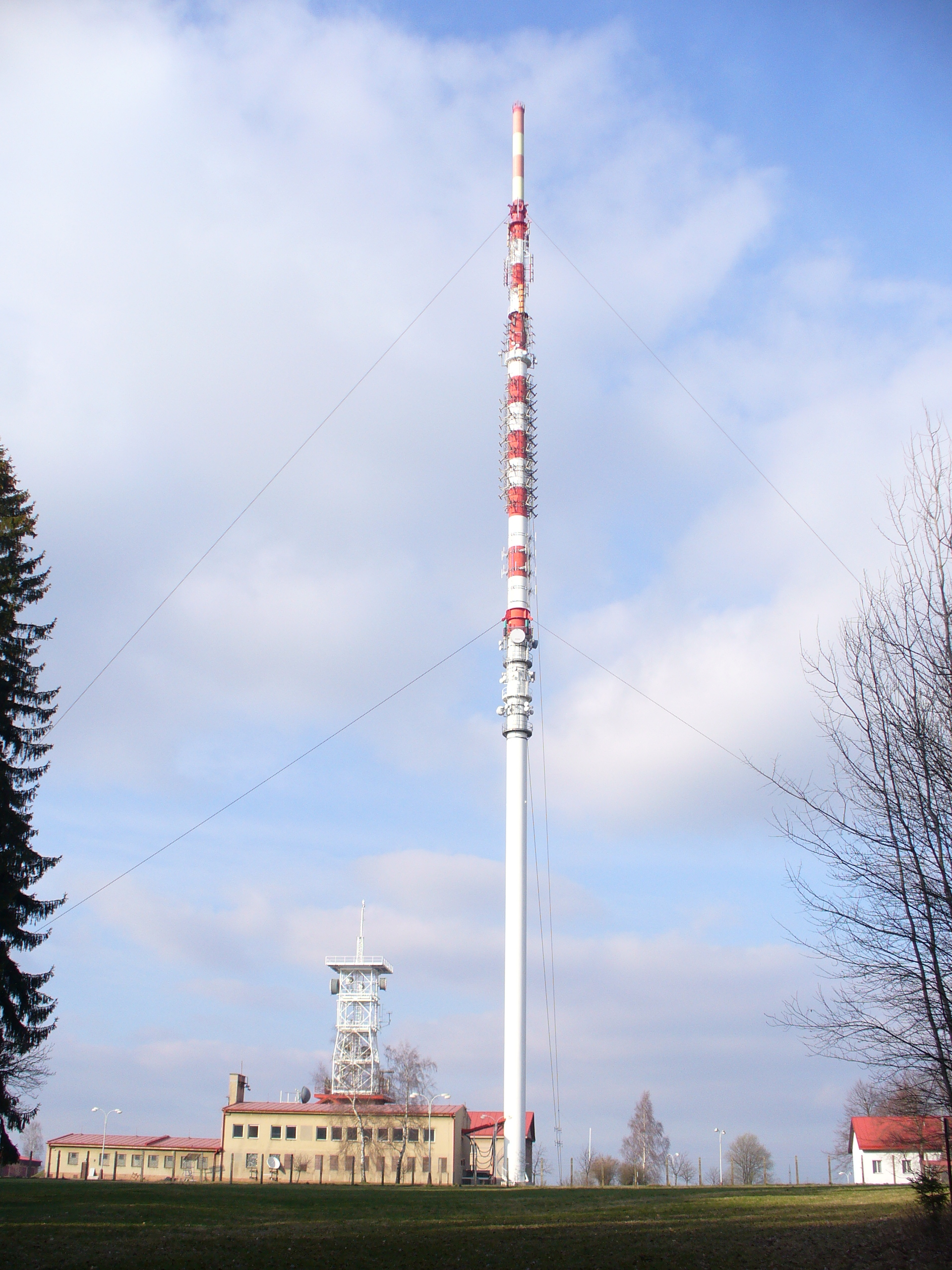
Fernsehsender Krásné

Krásné (deutsch Krasna, auch Krasny) ist eine Gemeinde in Tschechien. Sie liegt fünf Kilometer südwestlich von Nasavrky und gehört zum Okres Chrudim.

## Geographie
Das von Wäldern und Wiesen umgebene Dorf Krásné befindet sich auf der Bergkuppe Krásný (614 m n.m.) im Eisengebirge (Železné hory). Das Dorf ist Teil des Landschaftsschutzgebietes CHKO Železné hory. Nördlich von Krásné liegt der Quellgrund des Baches Mecký potok. Westlich des Dorfes steht der Fernsehsender Krásné auf dem Gipfel des Krásný.
Nachbarorte sind Chlum, Spáleniště und Libkov im Norden, Vedralka, Lupoměchy und Hodonín im Nordosten, Nová Ves und Javorné im Osten, Rohozná, Kameničky, Tarabka und Travná im Südosten, Horní Bradlo und Dolní Bradlo im Süden, Paseky, Dolní Pila und Vršov im Südwesten, Prosička und Proseč im Westen sowie Sedliště, Horní Bezděkov, Bojanov und Polánka im Nordwesten.  

## Geschichte
Nach diversen Quellen soll das Dorf 1120 zu den Besitzungen des neu gegründeten Benediktinerklosters Wilmzell gehört haben. Die erste gesicherte Erwähnung stammt aus dem Jahre 1329, als der Wilmzeller Abt Jaroslav und der Prior Všeslav den Bojanover Sprengel mit Ausnahme von Křižanovice an Heinrich von Lichtenburg überließen. Der Bojanover Sprengel kam damit unter die Verwaltung der Lichtenburg und im 15. Jahrhundert zu den Gütern der Burg Oheb. Im Jahre 1564 wurden die Güter der wüsten Burg Oheb an die Herrschaft Seč angeschlossen. 1628 verkaufte Johann Záruba von Hustířan die Herrschaft Seč mit Bojanov an den kaiserlichen Oberstleutnant Franz de Cuvier, der sie mit seiner Herrschaft Nassaberg vereinigte. 
Zu Beginn des 18. Jahrhunderts wurde in Krásné eine der hl. Anna geweihte hölzerne Kirche errichtet. Die Kirche wurde 1783 auf Befehl Kaiser Josephs II. aufgehoben. Der für 1788 vorgesehene Bau einer Lokalkirche kam nicht zustande, der Altar der hl. Anna wurde in die Kirche von Bojanov verbracht.
Im Jahre 1835 bestand das im Chrudimer Kreis gelegene Dorf Krasny aus 14 Häusern, in denen 129 Personen, darunter zwei protestantische Familien, lebten. Im Ort gab es eine Schule. Pfarrort war Bojanow. Bis zur Mitte des 19. Jahrhunderts blieb Krasny der Herrschaft Nassaberg untertänig.
Nach der Aufhebung der Patrimonialherrschaften bildete Krásné ab 1849 einen Ortsteil der Gemeinde Lipkov im Gerichtsbezirk Nassaberg. Ab 1868 gehörte das Dorf zum politischen Bezirk Chrudim. 1869 hatte Krásné 152 Einwohner. Im Jahre 1900 lebten in dem Dorf 135 Personen, 1910 waren es 154. Haupterwerbsquellen bildeten die Kalkbrennerei und die Landwirtschaft. Im Jahre 1914 lösten sich Krásné und Javorné von Lipkov los und bildeten die Gemeinde Krásné. 1949 wurde die Gemeinde dem neu gebildeten Okres Hlinsko zugeordnet, seit 1961 gehört sie wieder zum Okres Chrudim.  Westlich des Dorfes wurde zwischen 1958 und 1960 der Fernsehsender Krásné mit einem 182 m hohen Sendeturm errichtet. 1964 erfolgte die Eingemeindung von Chlum und Polánka, zugleich wurde der Ortsteil Javorné nach Horní Bradlo umgemeindet. 

## Gemeindegliederung
Die Gemeinde Krásné besteht aus den Ortsteilen Chlum, Krásné (Krasna) und Polánka (Polanka). Zu Krásné gehören außerdem die Wohnplätze Spáleniště (Spalenischt) und Vápenice (Wapenitz).
Das Gemeindegebiet gliedert sich in die Katastralbezirke Krásné und Polánka.

## Sehenswürdigkeiten
- Glockenturm in Krásné
- Glockenturm in Polánka
- Glockenturm in Chlum
- Naturlehrpfad “Geschichte der Kalkbrennerei”
- Reste des Kalkofens bei Polánka
- Naturreservat Vápenice
- Naturreservat Vršovská olšina
- Naturdenkmal Polánka